# Héctor García Godoy
Héctor Rafael García Godoy Cáceres (11 de enero de 1921-20 de abril de 1970) fue un abogado y político dominicano. Presidente provisional de República Dominicana entre el 3 de septiembre de 1965y el 1 de junio de 1966 bajo los auspicios de la Organización de Estados Americanos (OEA), finalizada la Guerra de abril de 1965.

## Primeros años, familia y estudios
García Godoy nació en Moca (República Dominicana) el 11 de enero de 1921, hijo de Emilio García-Godoy Ceara (hijo del novelista e historiador Federico García Godoy y de Rosa Ceara Giménez) y de Ana Antonia Cáceres Ureña (hija del presidente Ramón Cáceres Vásquez y de Narcisa Ureña Valencia).
Su tía Rosa Delia García-Godoy Ceara fue la primera mujer gobernadora en la provincia de La Vega y fue también diputada al Congreso de la República Dominicana.
Fue sobrino del pintor y escultor Enrique García-Godoy Ceara, el abuelo materno del caricaturista Harold Priego García-Godoy, siendo Héctor por lo tanto tío segundo del caricaturista. Fue además primo del pintor Darío Suro García-Godoy, y tío abuelo segundo de la actriz Laura García-Godoy Oliva.
Realizó sus estudios primarios en su pueblo natal y asistió a la "Academia Santa Ana", en Santiago de los Caballeros. En 1936, ingresó en la Central High School, en Washington, Estados Unidos, y terminó sus estudios secundarios en el Colegio Ponceño, en Ponce, Puerto Rico. Estudió Derecho en la Universidad de Santo Domingo, donde se graduó de abogado en 1944.
El 26 de agosto de 1944 se casó con Matilde Pastoriza Espaillat (bisnieta del presidente Ulises Espaillat), con quien tuvo dos hijos: Ana Matilde García-Godoy Pastoriza y Guillermo García-Godoy Pastoriza.

## Vida pública y política
Entró en el servicio diplomático como Segundo Secretario de la Embajada dominicana en San José de Costa Rica. En 1945 fue promovido a Primer Secretario y encargado de negocios en Managua, Nicaragua. En 1947, designado Director del Departamento Consular del Ministerio de Relaciones Exteriores. En 1948, fue designado Secretario de la Junta de Directores del Banco de Reservas, más tarde, en 1954, Superintendente General de Bancos. En 1955, fue nombrado Vicegobernador del Banco Central de la República Dominicana. Sirvió de nuevo como diplomático, siendo embajador en Londres, Reino Unido entre 1956 y 1963, año en que el profesor Juan Bosch lo designó Ministro de Relaciones Exteriores, cargo al que renunció luego del Golpe de Estado en República Dominicana de 1963.

## Presidencia provisional
Durante la Revolución de Abril, en 1965, fue escogido provisionalmente como Presidente de la República, sustituyendo al Coronel Caamaño Deñó, el 3 de septiembre, y gobernó el país durante nueve meses hasta que entregó el poder al doctor Joaquín Balaguer, en 1966. Antes de marcharse organizó las elecciones nacionales de 1966.
Electo Joaquín Balaguer, fue nombrado embajador en Estados Unidos desde 1966 hasta 1969. Lideró el Movimiento de Conciliación Nacional, MCN, hasta su muerte ocurrida el 20 de abril de 1970.